# 汪達幻視獲獎與提名列表
《汪達幻視》（英語：WandaVision）是一部美國劇情超級英雄類型的迷你網路影集，改編自漫威漫畫的角色「緋紅女巫」汪達·麥西莫夫和幻視，由潔克·薛佛主創並擔當首席編劇，麥特·夏克曼執導影集。影集是漫威影業開發製作的漫威電影宇宙的首部電視劇作品，與漫威電影宇宙系列電影處於同一架空世界和共同世界，於線上串流媒體平台Disney+首播。伊莉莎白·歐森和保羅·貝特尼繼續分別飾演在漫威電影宇宙系列電影中的角色汪達·麥西莫夫和幻視。主演還包括黛布拉·喬·拉普、弗雷德·邁拉麥德、凱薩琳·哈恩、泰娜·帕麗斯、藍道爾·朴、凱特·丹寧絲和伊凡·彼得斯。
《汪達幻視》前兩集於2021年1月15日播出，此後每週播出一集，3月5日完結，共9集。影集、演員、導演、編劇、原聲音樂以及主創團隊等收到劇評人和觀眾的廣泛讚譽，獲得多個獎項提名。《汪達幻視》獲得8項黃金時段艾美獎提名，15項黃金時段創意藝術艾美獎提名（其中3項獲獎），影集還獲得1項黑膠卷獎提名，1項克里奧國際廣告獎提名，1項美國導演工會獎提名，5項道林獎提名（其中3項獲獎），1項龍獎提名，4項金德比電視獎提名（其中3項獲獎），4項金預告獎提名（其中1項獲獎），1項哈維獎提名，7項好萊塢影評人協會電視獎提名（其中2項獲獎），1項愛爾蘭電影電視學院獎提名，1項MTV千禧年獎提名並獲獎，6項MTV影視大獎提名（其中4項獲獎），1項肖蒂獎提名並獲獎，4項電視評論家協會獎提名，1項電視選擇獎提名以及1項世界電影原聲學會獎提名。

## 獎項
| 獎項                   | 日期                   | 類別                                       | 入圍者 | 結果 | 來源          |
| ---------------------- | ---------------------- | ------------------------------------------ | --- | ---- | ------------- |
| 美國導演工會獎         | 2021年4月10日          | 最佳導演：迷你影集或電視電影類             | 麥特·夏克曼 | 提名 | [ 7 ]         |
| 肖蒂獎                 | 2021年4月26日－5月14日 | 最佳Instagram運營獎                        | 《汪達幻視》Instagram官方賬號 | 獲獎 | [ 8 ]         |
| MTV影視大獎            | 2021年5月16日          | 最佳影集                                   | 《汪達幻視》 | 獲獎 | [ 9 ]         |
| MTV影視大獎            | 2021年5月16日          | 最佳演出（影集類別）                       | 伊莉莎白·歐森 | 獲獎 | [ 9 ]         |
| MTV影視大獎            | 2021年5月16日          | 最佳英雄                                   | 泰娜·帕麗斯 | 提名 | [ 9 ]         |
| MTV影視大獎            | 2021年5月16日          | 最佳反派                                   | 凱薩琳·哈恩 | 獲獎 | [ 9 ]         |
| MTV影視大獎            | 2021年5月16日          | 最佳打鬥                                   | 伊莉莎白·歐森 vs 凱薩琳·哈恩 | 獲獎 | [ 9 ]         |
| MTV影視大獎            | 2021年5月16日          | 最佳音樂時刻                               | 〈阿嘉莎女巫之歌〉 | 提名 | [ 9 ]         |
| 克里奧國際廣告獎       | 2021年6月10日          | 影集預告片最佳音樂                         | 預告片 | 銀   | [ 10 ]        |
| 愛爾蘭電影電視學院獎   | 2021年7月4日           | 最佳視覺特效                               | 艾德·布魯斯（Ed Bruce）和吉姆·奧哈根（Jim O'Hagan） | 提名 | [ 11 ]        |
| MTV千禧年獎            | 2021年7月13日          | 最佳影集                                   | 《汪達幻視》 | 獲獎 | [ 12 ]        |
| 金預告獎               | 2021年7月22日          | 奇幻冒險影集最佳預告片                     | | 提名 | [ 13 ]        |
| 金預告獎               | 2021年7月22日          | 影集預告片最佳音樂                         | 提名 |      | [ 13 ]        |
| 金預告獎               | 2021年7月22日          | 影集最佳原創預告片                         | 獲獎 |      | [ 13 ]        |
| 金預告獎               | 2021年7月22日          | 影集最佳原創預告片                         | 提名 |      | [ 13 ]        |
| 黑膠卷獎               | 2021年8月15日          | 電視電影及限定影集最佳女配角               | 泰娜·帕麗斯 | 提名 | [ 14 ]        |
| 金德比電視獎           | 2021年8月18日          | 最佳限定影集                               | 《汪達幻視》 | 獲獎 | [ 15 ]        |
| 金德比電視獎           | 2021年8月18日          | 最佳限定影集及電影女主角                   | 伊莉莎白·歐森 | 提名 | [ 15 ]        |
| 金德比電視獎           | 2021年8月18日          | 最佳限定影集及電影男主角                   | 保羅·貝特尼 | 獲獎 | [ 15 ]        |
| 金德比電視獎           | 2021年8月18日          | 最佳限定影集及電影女配角                   | 凱薩琳·哈恩 | 獲獎 | [ 15 ]        |
| 道林獎                 | 2021年8月29日          | 最佳影集主角                               | 伊莉莎白·歐森 | 提名 | [ 16 ]        |
| 道林獎                 | 2021年8月29日          | 最佳影集配角                               | 凱薩琳·哈恩 | 獲獎 | [ 16 ]        |
| 道林獎                 | 2021年8月29日          | 最佳影集音樂表演                           | 凱薩琳·哈恩〈阿嘉莎女巫之歌〉 | 獲獎 | [ 16 ]        |
| 道林獎                 | 2021年8月29日          | 最具視覺衝擊節目                           | 《汪達幻視》 | 獲獎 | [ 16 ]        |
| 道林獎                 | 2021年8月29日          | Campiest TV Show                           | 《汪達幻視》 | 提名 | [ 16 ]        |
| 好萊塢影評人協會電視獎 | 2021年8月29日          | 最佳流媒體限定影集、選集影集或真人電視電影 | 《汪達幻視》 | 獲獎 | [ 17 ]        |
| 好萊塢影評人協會電視獎 | 2021年8月29日          | 最佳限定影集、選集影集或真人電視電影男主角 | 保羅·貝特尼 | 提名 | [ 17 ]        |
| 好萊塢影評人協會電視獎 | 2021年8月29日          | 最佳限定影集、選集影集或真人電視電影女主角 | 伊莉莎白·歐森 | 提名 | [ 17 ]        |
| 好萊塢影評人協會電視獎 | 2021年8月29日          | 最佳限定影集、選集影集或真人電視電影男配角 | 藍道爾·朴 | 提名 | [ 17 ]        |
| 好萊塢影評人協會電視獎 | 2021年8月29日          | 最佳限定影集、選集影集或真人電視電影女配角 | 凱特·丹寧絲 | 提名 | [ 17 ]        |
| 好萊塢影評人協會電視獎 | 2021年8月29日          | 最佳限定影集、選集影集或真人電視電影女配角 | 凱薩琳·哈恩 | 獲獎 | [ 17 ]        |
| 好萊塢影評人協會電視獎 | 2021年8月29日          | 最佳限定影集、選集影集或真人電視電影女配角 | 泰娜·帕麗斯 | 提名 | [ 17 ]        |
| 龍獎                   | 2021年9月5日           | 最佳科幻或奇幻影集                         | 《汪達幻視》 | 提名 | [ 18 ]        |
| 電視選擇獎             | 2021年9月6日           | 最佳家庭類型影集                           | 《汪達幻視》 | 提名 | [ 19 ]        |
| 黃金時段創意藝術艾美獎 | 2021年9月11日–9月12日  | 限定影集、電影或特輯最佳表演               | 莎拉·哈莉·芬恩（Sarah Halley Finn）和傑森·B·斯塔米（Jason B. Stamey） | 提名 | [ 20 ]        |
| 黃金時段創意藝術艾美獎 | 2021年9月11日–9月12日  | 最佳奇幻/科幻服裝                          | 瑪耶絲·C·魯貝奧、約瑟夫·費爾圖斯（Joseph Feltus）、丹尼爾·塞隆（Daniel Selon）和弗吉尼亞·伯頓（Virginia Burton）（〈在現場觀眾前拍攝〉） | 獲獎 | [ 20 ]        |
| 黃金時段創意藝術艾美獎 | 2021年9月11日–9月12日  | 最佳髮型                                   | 凱倫·巴特克（Karen Bartek）、辛迪威爾斯（Cindy Welles）、尼基·賴特（Nikki Wright）、安娜·奎因（Anna Quinn）和伊馮娜·庫普卡（Yvonne Kupka）（〈不要轉台〉） | 提名 | [ 20 ]        |
| 黃金時段創意藝術艾美獎 | 2021年9月11日–9月12日  | 最佳化妝（非假肢）                         | 特里西婭·索耶（Tricia Sawyer）、瓦西里奧斯·塔尼斯（Vasilios Tanis）、喬納·利維（Jonah Levy）和里賈納·利特爾（Regina Little）（〈在現場觀眾前拍攝〉） | 提名 | [ 20 ]        |
| 黃金時段創意藝術艾美獎 | 2021年9月11日–9月12日  | 最佳片頭設計                               | 約翰·勒波爾（John LePore）、道格·阿普爾頓（Doug Appleton）、尼克·沃特勒（Nick Woythaler）和亞歷克斯·魯珀特（Alex Rupert） | 提名 | [ 20 ]        |
| 黃金時段創意藝術艾美獎 | 2021年9月11日–9月12日  | 最佳編曲                                   | 克里斯托弗·貝克（〈前情提要〉） | 提名 | [ 20 ]        |
| 黃金時段創意藝術艾美獎 | 2021年9月11日–9月12日  | 最佳主題音樂                               | 克莉絲汀·安德森-羅培茲和勞勃·羅培茲 | 提名 | [ 20 ]        |
| 黃金時段創意藝術艾美獎 | 2021年9月11日–9月12日  | 最佳原創音樂和歌詞                         | 克莉絲汀·安德森-羅培茲和勞勃·羅培茲（〈阿嘉莎女巫之歌〉） | 獲獎 | [ 20 ]        |
| 黃金時段創意藝術艾美獎 | 2021年9月11日–9月12日  | 最佳音樂監督                               | 戴夫·喬丹（Dave Jordan）和香農·墨菲（Shannon Murphy）（〈不要轉台〉） | 提名 | [ 20 ]        |
| 黃金時段創意藝術艾美獎 | 2021年9月11日–9月12日  | 最佳單鏡頭模式影集剪輯                     | 諾娜·霍代（Nona Khodai）（〈〉） | 提名 | [ 20 ]        |
| 黃金時段創意藝術艾美獎 | 2021年9月11日–9月12日  | 最佳單鏡頭模式影集剪輯                     | 澤恩貝克（Zene Baker）、邁克爾·A·韋伯（Michael A. Webber）、蒂姆·羅奇（Tim Roche）和諾娜·霍代（Nona Khodai）（〈大結局〉） | 提名 | [ 20 ]        |
| 黃金時段創意藝術艾美獎 | 2021年9月11日–9月12日  | 最佳敘事影集製作設計                       | 馬克·沃辛頓（Mark Worthington）、莎朗·戴維斯（Sharon Davis）和凱西·奧蘭多（Kathy Orlando） | 獲獎 | [ 20 ]        |
| 黃金時段創意藝術艾美獎 | 2021年9月11日–9月12日  | 最佳音效剪輯                               | 格溫多琳·耶茨·惠特爾（Gwendolyn Yates Whittle）、金·福斯卡托（Kim Foscato）、詹姆斯·斯賓塞（James Spencer）、克里斯·格里德利（Chris Gridley）、史蒂夫·奧蘭多（Steve Orlando）、斯科特·吉托（Scott Guitteau）、喬恩·博蘭德（Jon Borland）、薩姆森·內斯隆德（Samson Neslund）、理查德·古爾德（Richard Gould）、喬丹·邁爾斯（Jordan Myers）、盧克·鄧恩·吉爾穆達（Luke Dunn Gielmuda）、格雷格·彼得森（Greg Peterson）、費爾南·博斯（Fernand Bos）、安妮爾·奧涅克威爾（Anele Onyekwere）、羅尼·布朗（Ronni Brown）和雪萊·羅登（Shelley Roden）（〈大結局〉） | 提名 | [ 20 ]        |
| 黃金時段創意藝術艾美獎 | 2021年9月11日–9月12日  | 最佳混音                                   | 丹妮爾·杜普雷（Danielle Dupre）、克里斯·吉爾斯（Chris Giles）、道克·凱恩（Doc Kane）和凱西·斯通（Casey Stone）（〈大結局〉） | 提名 | [ 20 ]        |
| 黃金時段創意藝術艾美獎 | 2021年9月11日–9月12日  | 最佳視覺特效                               | 塔拉·德馬科（Tara deMarco）、詹姆斯·亞歷山大（James Alexander）、莎拉·艾姆（Sarah Eim）、桑德拉·巴萊吉（Sandra Balej）、大衛·艾倫（David Allen）、瑪麗恩·斯派茨（Marion Spates）、史蒂夫·蒙庫爾（Steve Moncur）、朱利安·赫里（Julien Hery）和瑞安·弗里爾（Ryan Freer） | 提名 | [ 20 ]        |
| 電視評論家協會獎       | 2021年9月15日          | 年度節目                                   | 《汪達幻視》 | 提名 | [ 21 ] [ 22 ] |
| 電視評論家協會獎       | 2021年9月15日          | 限定影集/電視電影/特輯傑出成就獎           | 《汪達幻視》 | 提名 | [ 21 ] [ 22 ] |
| 電視評論家協會獎       | 2021年9月15日          | 最佳新影集                                 | 《汪達幻視》 | 提名 | [ 21 ] [ 22 ] |
| 電視評論家協會獎       | 2021年9月15日          | 個人成就獎                                 | 伊莉莎白·歐森 | 提名 | [ 21 ] [ 22 ] |
| 黃金時段艾美獎         | 2021年9月19日          | 最佳限定影集                               | 凱文·費吉、路易斯·德·埃斯波西托、維多莉亞·阿隆索、麥特·夏克曼、潔克·薛佛、瑪麗·利瓦諾斯（Mary Livanos）、特雷弗·沃特森（Trevor Waterson）、格雷琴·恩德斯（Gretchen Enders）和查克·海沃德（Chuck Hayward） | 提名 | [ 23 ]        |
| 黃金時段艾美獎         | 2021年9月19日          | 最佳限定影集或電視電影男主角               | 保羅·貝特尼 | 提名 | [ 23 ]        |
| 黃金時段艾美獎         | 2021年9月19日          | 最佳限定影集或電視電影女主角               | 伊莉莎白·歐森 | 提名 | [ 23 ]        |
| 黃金時段艾美獎         | 2021年9月19日          | 最佳限定影集或電視電影女配角               | 凱薩琳·哈恩 | 提名 | [ 23 ]        |
| 黃金時段艾美獎         | 2021年9月19日          | 最佳限定影集、電視電影或特輯導演           | 麥特·夏克曼 | 提名 | [ 23 ]        |
| 黃金時段艾美獎         | 2021年9月19日          | 最佳限定影集、電視電影或特輯編劇           | 潔克·薛佛（〈在現場觀眾前拍攝〉） | 提名 | [ 23 ]        |
| 黃金時段艾美獎         | 2021年9月19日          | 最佳限定影集、電視電影或特輯編劇           | 查克·海沃德（Chuck Hayward）和彼得·卡麥隆（Peter Cameron）（〈萬聖節全新「驚」典！〉） | 提名 | [ 23 ]        |
| 黃金時段艾美獎         | 2021年9月19日          | 最佳限定影集、電視電影或特輯編劇           | 蘿拉·道尼（Laura Donney）（〈前情提要〉） | 提名 | [ 23 ]        |
| 哈維獎                 | 2021年10月8日          | 最佳漫畫/圖畫小說改編影集                  | 《汪達幻視》 | 獲獎 | [ 24 ]        |
| 世界電影原聲學會獎     | 2021年10月23日         | 年度電視作曲                               | 克里斯托弗·貝克 | 待定 | [ 25 ]        |

## 資料來源
1. ↑  部分颁奖组织不只给一位获奖者颁奖，即设立冠军、亚军和季軍。由于这种情况不等于落败，故这类奖项的亚季军亦计入获奖总数。部分大奖的奖项没有事先公布名单，仅由评审团公布结果。为避免内容出错复杂化，列表中的所有大奖会假定设有提名名单。
2. 1 2  Coggan, Devan. . Entertainment Weekly. 2020-11-10  [2020-11-10]. （原始内容存档于2020-11-10） （美国英语）.
3. ↑  Vary, Adam B. . Variety. 2021-01-15  [2021-01-15]. （原始内容存档于2021-01-15） （美国英语）.
4. ↑  Coggan, Devin. . Entertainment Weekly. 2019-08-23  [2019-08-24]. （原始内容存档于2019-08-24） （美国英语）.
5. ↑  Agard, Chancellor. . Entertainment Weekly. 2021-02-05  [2021-02-05]. （原始内容存档于2021-02-06） （美国英语）.
6. ↑  Alexander, Julia. . The Verge. 2021-01-08  [2021-01-08]. （原始内容存档于2021-01-08） （美国英语）.
7. ↑  Keegan, Rebecca; Lewis, Hilary. . The Hollywood Reporter. 2021-04-10  [2021-04-19]. （原始内容存档于2021-04-16） （美国英语）.
8. ↑  . 肖蒂獎（英语：Shorty Awards）.   [2021-05-16]. （原始内容存档于2021-05-17） （美国英语）.
9. ↑  Bosselman, Haley. . Variety. 2021-05-16  [2021-05-17]. （原始内容存档于2021-05-17） （美国英语）.
10. ↑  . 克里奧國際廣告獎（英语：Clio Awards）.   [2021-06-24]. （原始内容存档于2021-06-16） （美国英语）.
11. ↑  Clarke, Sophie. . Goss.ie. 2021-07-04  [2021-07-04]. （原始内容存档于2021-07-05） （美国英语）.
12. ↑  Alvarez, Marymar.  [2021 MTV MIAW Awards: the complete list of winners and losers in each category]. La Opinión. 2021-06-14  [2021-07-15]. （原始内容存档于2021-06-14） （西班牙语）.
13. ↑  Crist, Allison. . The Hollywood Reporter. 2021-07-06  [2021-07-09]. （原始内容存档于2021-07-06） （美国英语）.
14. ↑  . 黑膠卷獎（英语：Black Reel Awards）. 2021-06-17  [2021-07-18]. （原始内容存档于2021-06-28） （美国英语）.
15. ↑  . 金德比（英语：Gold Derby）. 2021-08-18  [2021-08-18]. （原始内容存档于2021-08-26） （美国英语）.
16. ↑  Nordyke, Kimberly. . The Hollywood Reporter. 2021-08-29  [2021-08-29]. （原始内容存档于2021-08-30） （美国英语）.
17. ↑  Anderson, Erik. . Awards Watch. 2021-08-29  [2021-08-30]. （原始内容存档于2021-08-30） （美国英语）.
18. ↑  Liptak, Andrew. . Tor.com. 2021-08-12  [2021-08-13]. （原始内容存档于2021-08-13） （美国英语）.
19. ↑   (新闻稿). Bauer Media Group. 2021-06-15  [2021-09-02]. （原始内容存档于2021-06-15） （美国英语）.
20. ↑  Giardina, Carolyn; Chuba, Kirsten; Beresford, Trilby; Drury, Sharareh. . The Hollywood Reporter. 2021-09-12  [2021-09-12]. （原始内容存档于2021-09-11） （美国英语）.
21. ↑  Turchiano, Danielle. . Variety. 2021-07-15  [2021-07-15]. （原始内容存档于2021-07-15） （美国英语）.
22. ↑  Cordero, Rosy. . Deadline Hollywood. 2021-09-15  [2021-09-15]. （原始内容存档于2021-09-16） （美国英语）.
23. ↑  . 黃金時段艾美獎.   [2021-07-13]. （原始内容存档于2021-07-16） （美国英语）.
24. ↑  Grunenwald, Joe. . Comics Beat. 2021-07-16  [2021-07-16]. （原始内容存档于2021-07-17） （美国英语）.
25. ↑  Tabbara, Mona. . Screen Daily. 2021-08-06  [2021-08-09]. （原始内容存档于2021-08-06） （美国英语）.

## 外部連結
- 《汪達幻視》在網路電影資料庫上的獲獎與提名列表 （页面存档备份，存于）